# Ризки, Гопи
Мухаммад Гопи Ризки Рама Чандра (малайск. Muhammad Gopi Rizqi Rama Chandra; 15 декабря 1989, Куантан, Малайзия) — малайзийский футболист, выступает на позиции полузащитника.

## Клубная карьера

### Джохор
27 декабря 2016 года Гопи Ризки подписал контракт с клубом «Джохор» из Селангора, сумма трансфера неизвестна. Он дебютировал за клуб 9 апреля 2017 года в матче против «Малакка Юнайтед», который завершился со счетом со счетом 7:0. В целом, Гопи Ризки сыграл всего пять матчей за клуб, три в Кубке АФК и два в Суперлиге Малайзии, общая продолжительность 286 минут. Он забил один гол в Кубке АФК над «Магве».

### Малакка Юнайтед
21 ноября 2017 года Гопи Ризки был отдан на один сезон в аренду в «Малакка Юнайтед». Гопи Ризки дебютировал 3 февраль 2018 года в победном над «Келантаном» (2:1), где он вышел на замену.  11 февраля того же года он забил свой первый гол в домашнем победном матче над «Негири Сембилан» (3:0). Гопи Ризки забил ещё два гола 10 июля в матче Лиги, помог своему клубу обыграть «Кедах».  18 июля он забил первый гол в счете 2–2 в матче против «Паханга».

## Международная карьера
В октябре 2012 года Гопи Ризки был впервые вызван в стан национальной сборной на выездной товарищеский матч против Гонконга на стадионе «Монг Кок».

## Личная жизнь
9 октября 2019 года он принял ислам и взял исламское имя Мухаммад Гопи Ризки Рама Чандра.